# George Spencer Watson
George Spencer Watson (Londra, 8 marzo 1869 – Londra, 11 aprile 1934) è stato un pittore britannico, esponente della scuola tardo-romantica e autore di ritratti che talvolta dipingeva nello stile del Rinascimento italiano.

## Biografia

### Carriera
Studiò alle scuole dell'accademia reale dal 1889, ed espose all'accademia reale dal 1891. Vinse delle medaglie d'argento delle scuole dell'accademia reale nel 1889 e nel 1891, e la borsa di studio di Landseer nel 1892. Venne eletto all'istituto reale per i pittori a olio (ROI) nel 1900, alla società reale dei ritrattisti (RP) nel 1904, divenne un socio dell'accademia reale nel 1923 e poi un membro nel 1932. Le sue opere furono esposte inoltre a un evento sulla pittura nel concorso artistico alle Olimpiadi estive del 1928.

### Vita personale

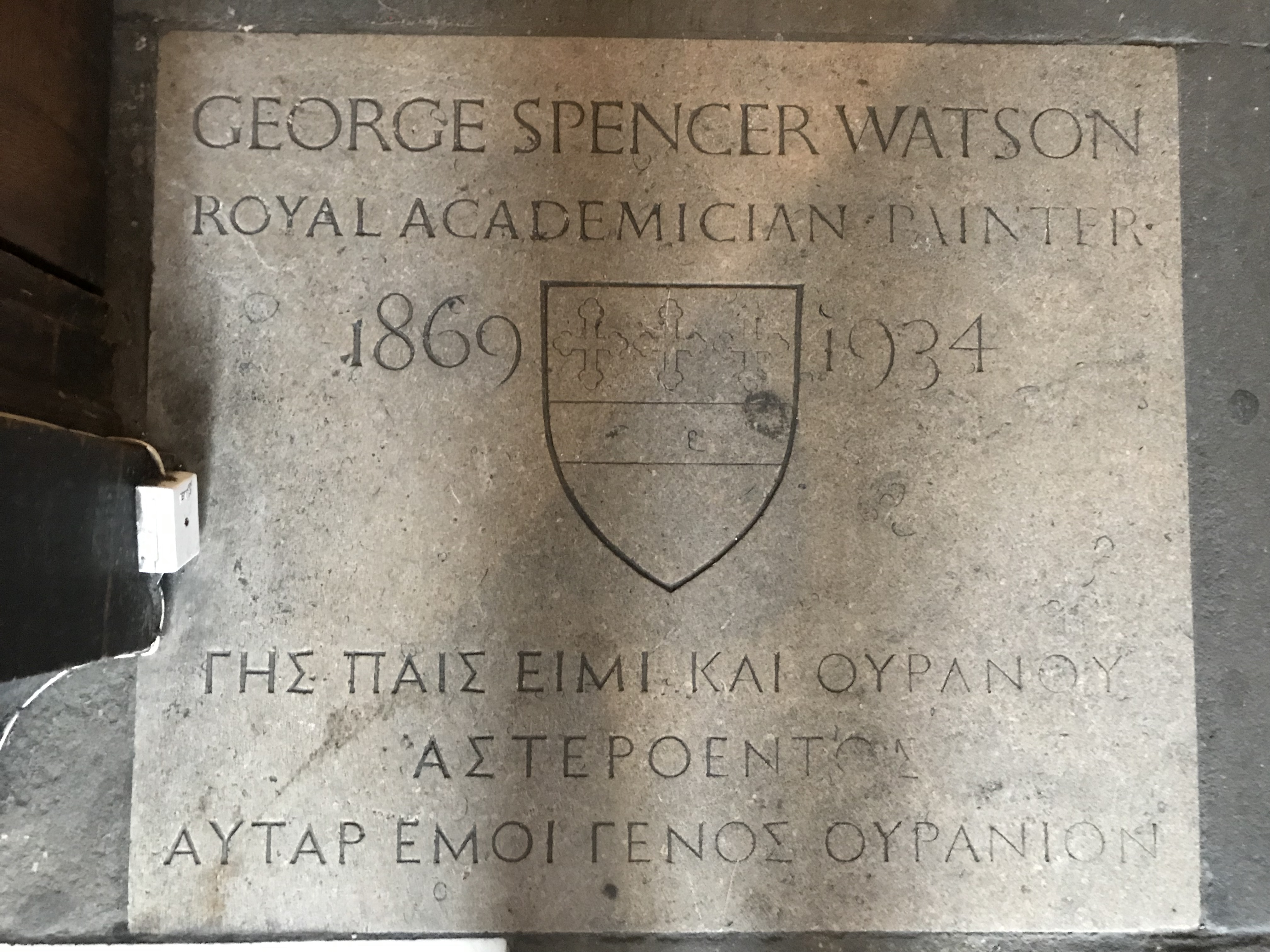
Una targa in onore di George Spencer Watson situata nella chiesa di San Giacomo a Piccadilly.

Nel 1909 egli sposò Hilda Mary Gardiner, una danzatrice e mima, nonché seguace dell'attore Edward Gordon Craig. La coppia ebbe una figlia Mary Spencer Watson (1913-2006), che divenne una scultrice. Nell'anno 1923 acquistò il maniero Dunshay sulle colline dell'isola di Purbeck, dopo aver già passato delle vacanze nella vicina Swanage.
Egli morì a Londra all'età di sessantacinque anni e una mostra in sua memoria si tenne presso la società delle belle arti nello stesso anno. Una lapide che lo ricorda si trova nel vestibolo settentrionale della chiesa di San Giacomo a Piccadilly.

## Opere

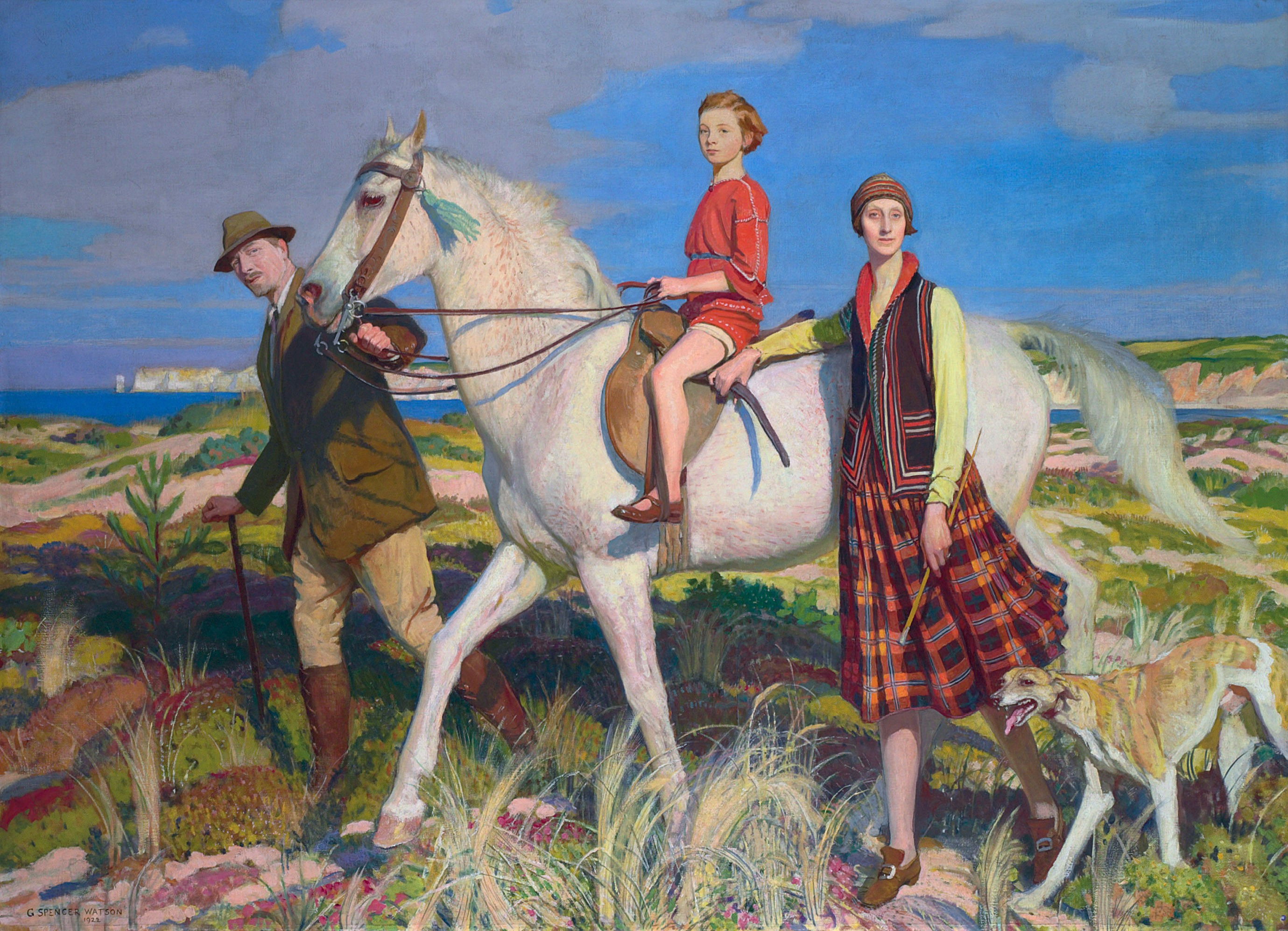
Four Loves I found, a Woman, a Child, a Horse and a Hound, 1922

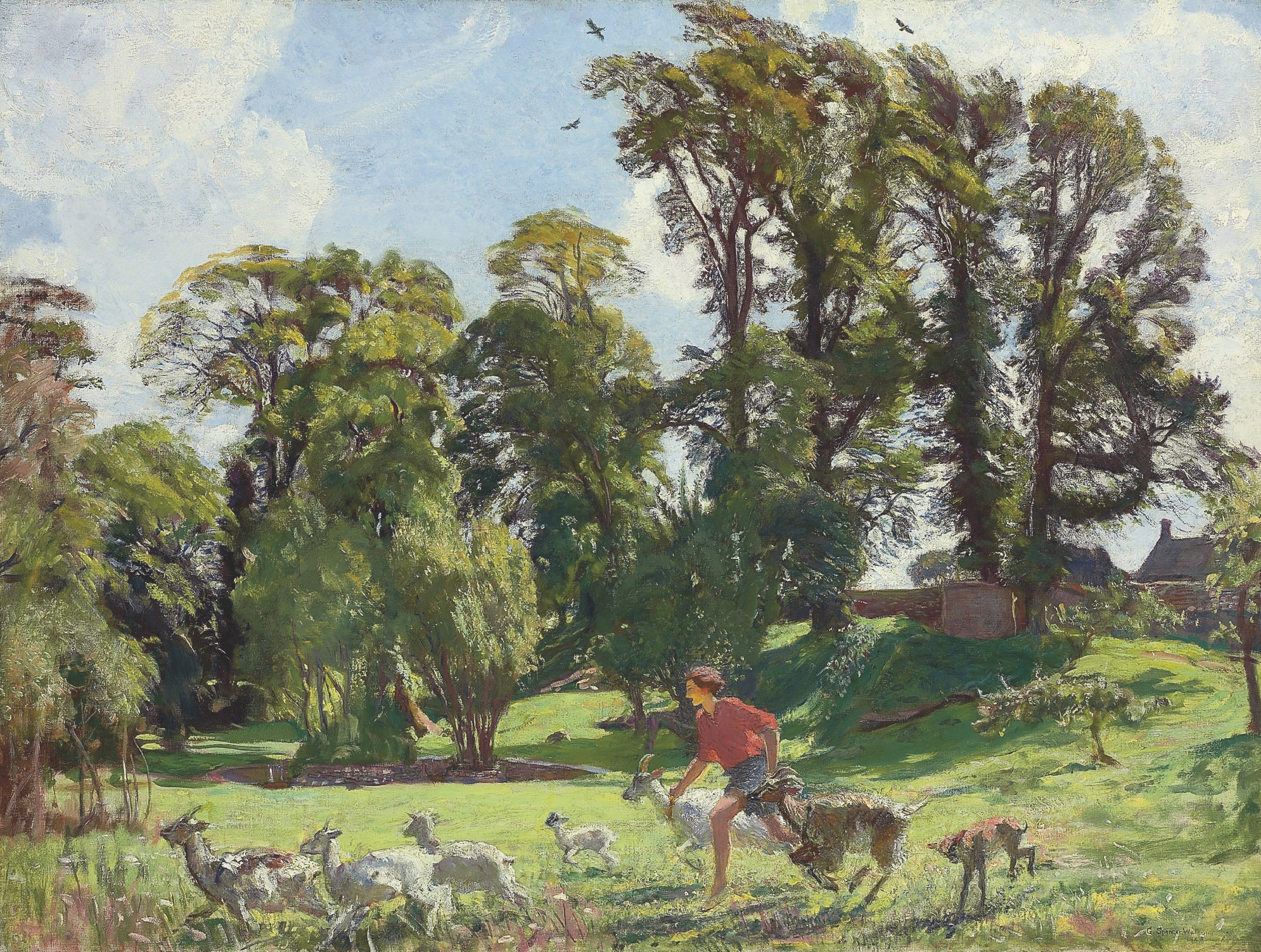
Mary in the gardens, Dunshay (Drat them Goats!), 1926

Alcune delle sue opere sono esposte al Tate Britain, alla galleria d'arte Harris di Preston e nelle collezioni di Bournemouth, Plymouth e la galleria nazionale del Canadà. Watson, che nacque a Londra, espose all'accademia reale dal 1891, ma ebbe anche l'occasione di esporre delle tele al Salone di Parigi. Delle mostre retrospettive si tennero alla galleria Heinemann di Monaco nel 1912 e alla società di belle arti nel 1914. La sua opera A Lady in Black (1922) appartiene alla collezione del Tate. Segue una lista non esaustiva delle opere pittoriche dell'artista.
- The Fountain - 1900
- Portrait of Hilda Spencer Watson - 1902 circa
- Portrait of Esther Harris - 1904
- Portrait of Monica Boyd - 1909[2]
- A picnic at Portofino - 1911[3]
- Peter and the bear - 1915
- Dorothy Mulloch - 1919[4]
- The Three Wise Kings - 1920 circa, conservato alla galleria d'arte Rochdale, Lancashire, Regno Unito
- The Creation - 1921, galleria d'arte Wolverhampton, West Midlands, Regno Unito
- A Lady in Black - 1922, Tate
- Four Loves I found, a Woman, a Child, a Horse and a Hound - 1922
- The Saddler's Daughter [Mary Spencer Watson] - 1923 circa[3]
- Mary in the gardens, Dunshay (Drat them Goats!) - 1926
- The orange dress - 1926[5]
- Nude - 1927, museo e galleria d'arte Harris Preston, Lancashire, Regno Unito, acquistato per 300 sterline dal consiglio municipale di Preston nel 1927[6]
- Sir Francis Eden Lacey, as Secretary of the MCC - 1928
- A Cottage Garden - 1928 (vista di Dunshay)
- Mary - 1932, olio su tela che raffigura sua figlia [Mary Spencer Watson], conservato all'accademia reale[7]
- Cynthia - circa 1932
- The Birth of Venus - 1933 - galleria d'arte e museo Russell-Cotes, Bournemouth, Regno Unito
- Miss Beaton - 1934, ritratto di 'Baba' Beaton, (Mrs. Alec Hambro)

### Data sconosciuta o incerta
- The Adoration - 19??
- Sunlight Nude - anni 1920, galleria d'arte e museo Russell-Cotes, Bournemouth, Regno Unito
- Portrait of James Harris and his dog
- Girl in a Feathered Hat
- Marishka - nudo[8]
- My lady of the rose
- George Elkington Past Master Quatuor Coronati Lodge (2076)
- Sir Montagu Sharpe - Middlesex Guildhall Collection

## Galleria d'immagini

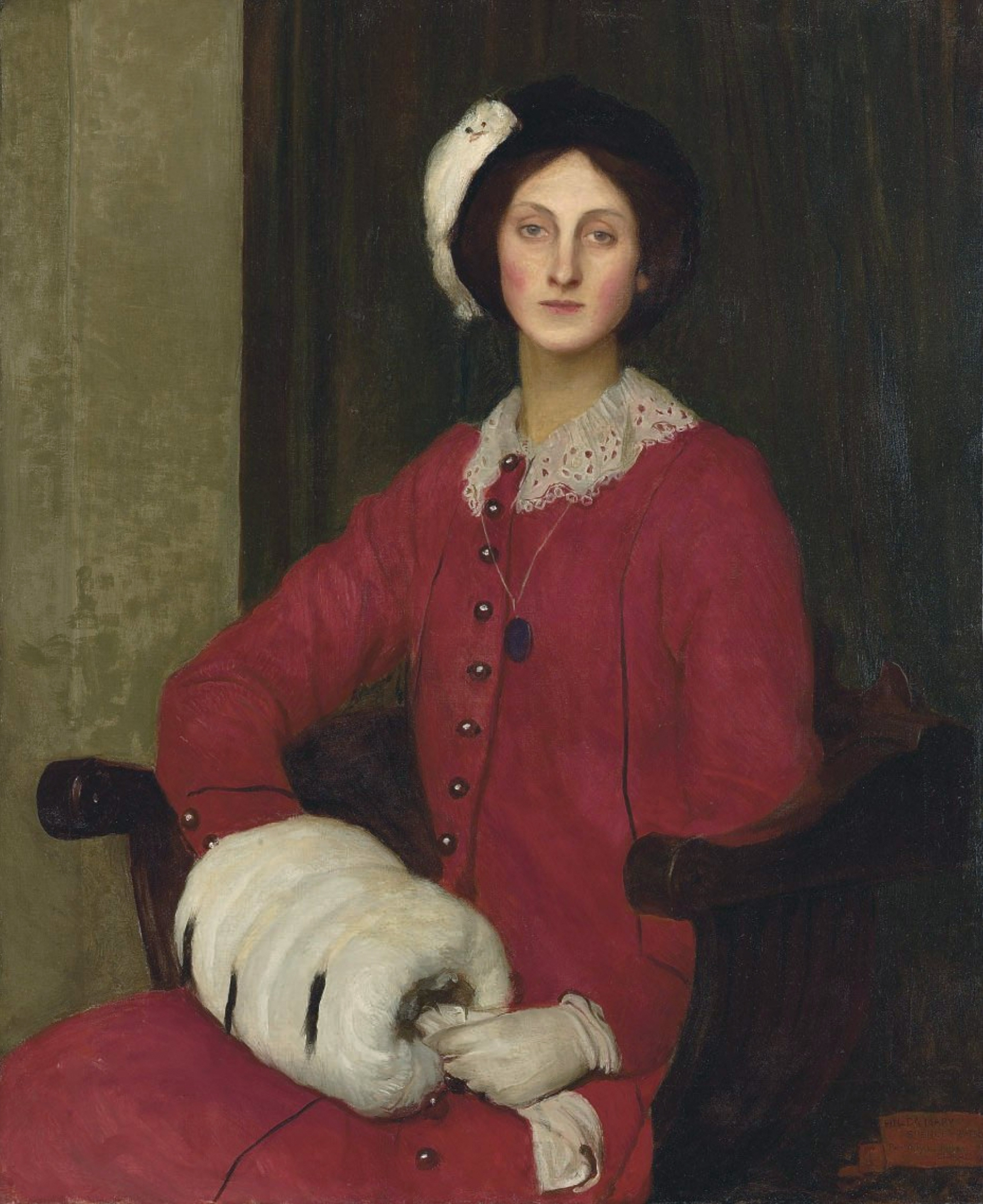
Portrait of Hilda Spencer Watson, 1902 circa
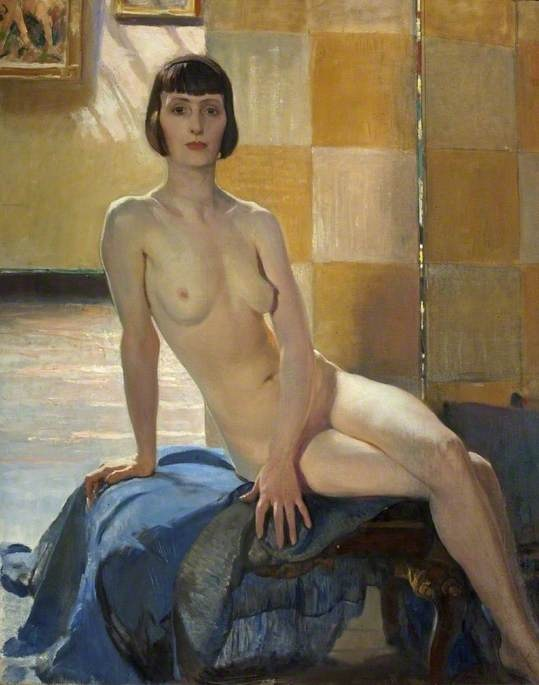
Sunlight Nude, anni 1920
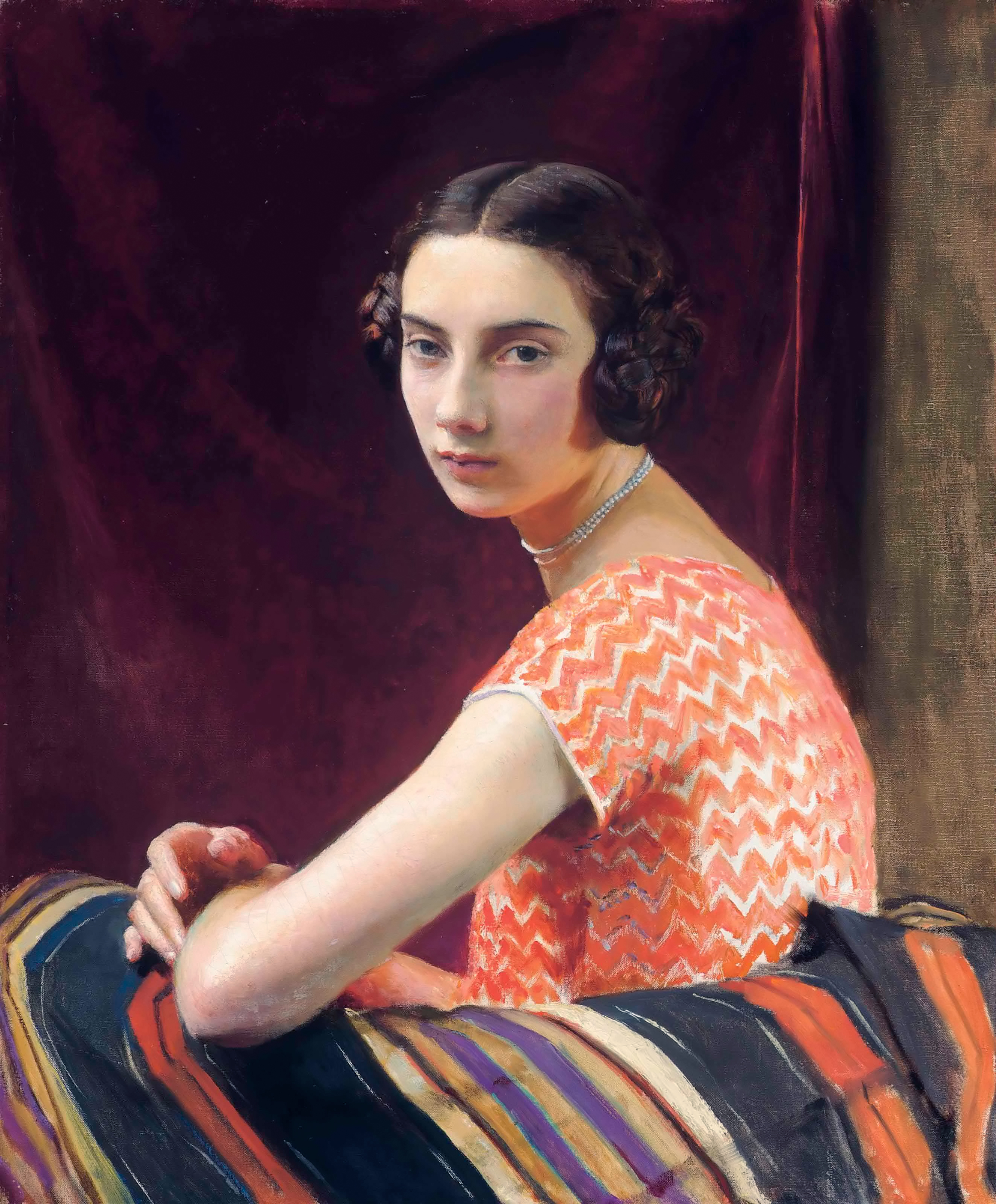
The orange dress, 1926
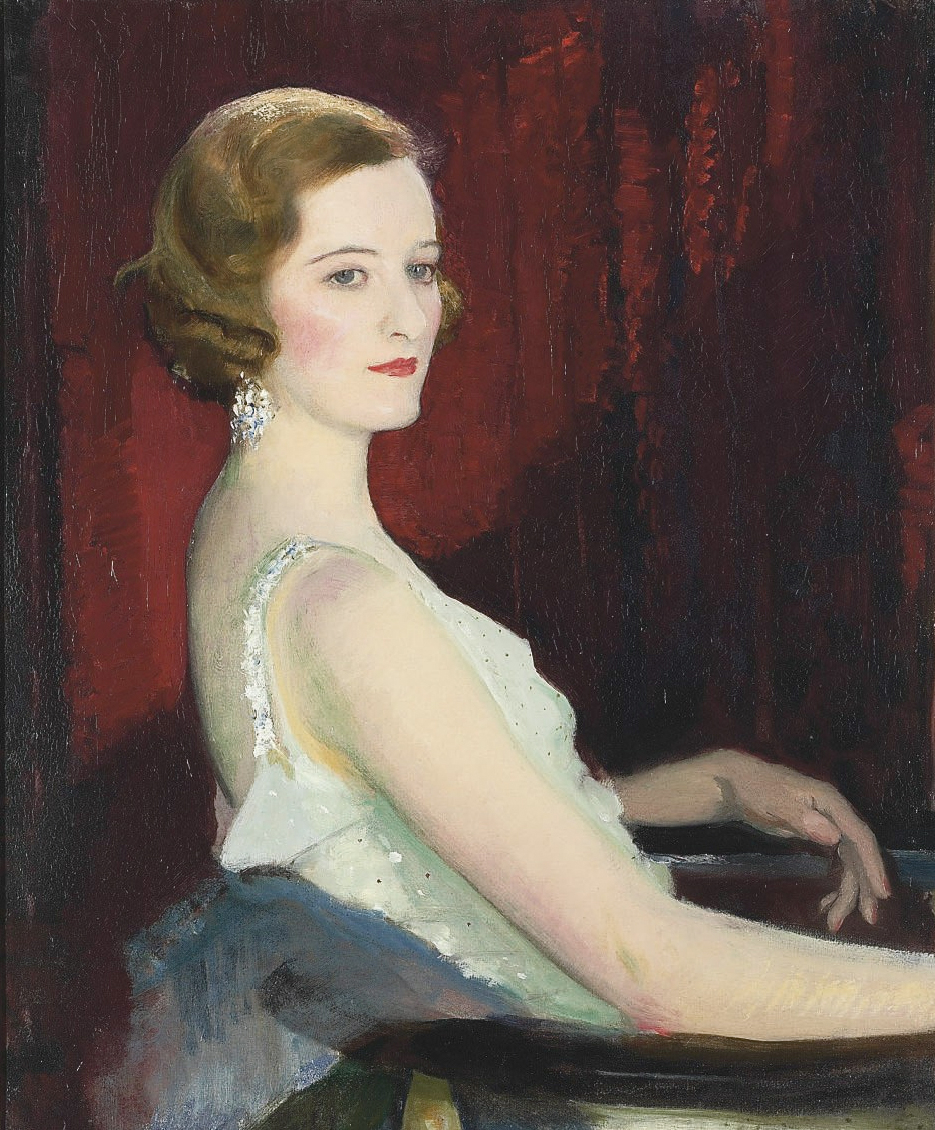
Portrait of Miss Beaton, 1934